# Magi Nation
Magi Nation est un jeu vidéo de rôle développé par Interactive Imagination et édité par Epoch, sorti en 2001 sur Game Boy Color et Game Boy Advance (cette version est sortie exclusivement au Japon). Il est basé sur le jeu de cartes à collectionner Magi-Nation Duel.